# Yellow Trap

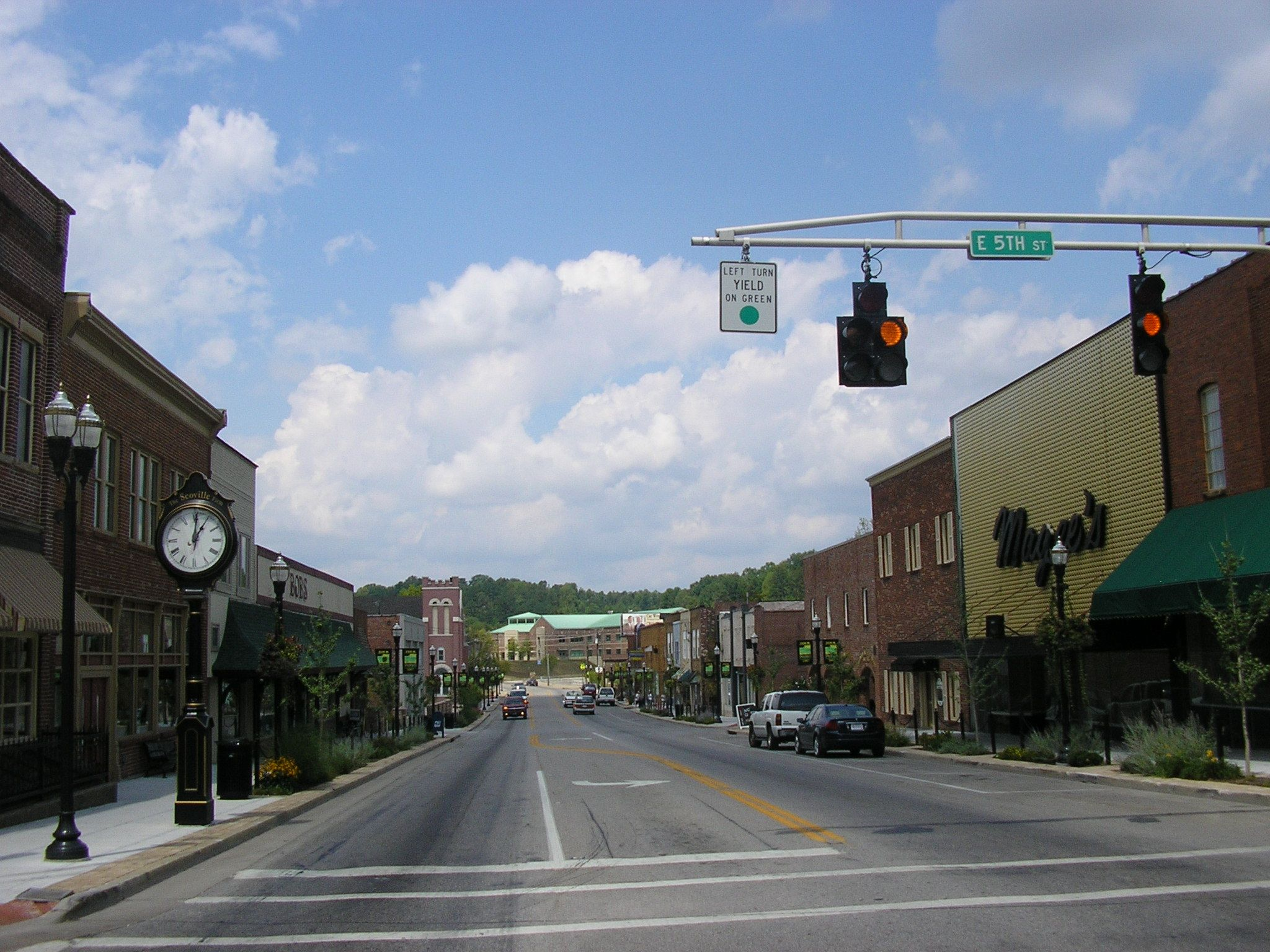
Gelbe Ampel mit Doghouse in London (Kentucky)

Der Begriff Yellow Trap (englisch, auf Deutsch: „gelbe Falle“ oder „Gelbfalle“) bezeichnet eine potentiell gefährliche Situation an ampelgeregelten Straßenkreuzungen. Der Begriff ist vor allem in den Vereinigten Staaten gebräuchlich.

## Voraussetzungen zur Entstehung der Yellow Trap

Verschiedene Signalgeber-Bauformen in den USA mit gesicherter und ungesicherter Phase für Linksabbieger:
1. „Klassisches“ Doghouse, seit 1971 im MUTCD. Ungesichertes Linksabbiegen mit grüner Vollscheibe. Kann Yellow Trap verursachen.
2. Vierfeldiger Signalgeber mit Flashing Yellow Arrow, seit 2009 Standard für Neuanlagen.
3. Flashing Yellow Arrow in einem Doghouse.

Das Phänomen der „Yellow Trap“ ist fast ausschließlich in den USA bekannt. In den meisten europäischen Ländern sind Ampeln vor der Kreuzung, in der Regel an der Haltlinie, angebracht. Als Besonderheit in den USA stehen die Signalgeber an Ampelkreuzungen in der Regel hinter der Kreuzung. Dies sorgt dafür, dass die Signalgeber auch nach Überfahren der Haltlinie sichtbar bleiben, was insbesondere beim Vortasten in die Kreuzung (zum Linksabbiegen) von Bedeutung ist.
Ebenfalls charakteristisch für Ampelanlagen in den USA ist, dass es an vielen Anlagen für Linksabbieger sowohl eine gesicherte Phase (protected; grüner Pfeil) als auch eine ungesicherte Phase (permitted; grüne Vollscheibe) gibt. Während Letzterer darf, unter Beachtung des Gegenverkehrs und ggf. querender Fußgänger, links abgebogen werden. Häufig ist hierbei eine aufgrund der Anordnung der Lampen auch als Doghouse (Hundehütte) bezeichnete Bauart. Diese Bauform von Signalgebern besitzt eine gemeinsame Rotlampe sowie separate gelbe und grüne nebeneinander angeordnete Signallampen für Pfeile (gesichertes Linksabbiegen) und Vollscheiben (Geradeausfahrten und ungesichertes Linksabbiegen).
Wie in Europa auch, signalisiert in den USA ein grüner Pfeil, dass Linksabbieger freie Fahrt haben, während bei einer grünen Vollscheibe Gegenverkehr und querende Fußgänger Grün haben können und vorfahrtberechtigt gegenüber dem Linksabbieger sind. In Deutschland sind gesicherte und ungesicherte Grünphase für Linksabbieger normalerweise nicht an derselben Anlage anzutreffen. Die einzige Möglichkeit hierfür ist ein hinter der Kreuzung angebrachtes zweifeldiges Räumsignal (gelber blinkender Pfeil, grüner Pfeil); jedoch ist auch hierdurch keine „Yellow Trap“ möglich, da dieser Signalgeber kein rotes Licht und kein gelbes Standlicht zeigt.
Für eine Yellow Trap ist außerdem eine Phasenfolge erforderlich, bei der die Grünphase der Geradeausfahrer einer Richtung endet, während die Gegenrichtung weiter Grün hat (die Grünphasen also nicht gleichzeitig enden). Dies tritt etwa bei der Phasenfolge Split Lead-Lag auf, bei der eine Fahrtrichtung eine Vorgabezeit für Linksabbieger hat (also die gesicherte Phase zu Beginn der Grünphase für Geradeausfahrer, Lead), während die Gegenrichtung eine Zugabezeit (gesicherte Phase am Ende, Lag) hat. Dazwischen haben Geradeausfahrer beider Richtungen gleichzeitig Grün und ungesichertes Linksabbiegen ist möglich.
Wird in der Ampelsteuerung eine Vorrangschaltung (preemption) für eine Seite der Kreuzung ausgelöst, bei der nur eine Fahrtrichtung Grün hat und alle anderen Rot (z. B. Einsatzfahrzeug, ÖPNV-Priorisierung, Bahnübergang), kann die Yellow Trap ebenfalls auftreten: Hatte die Fahrtrichtung mit der preemption bereits vorher Grün, so bleibt deren Ampel auf Grün, während der Gegenverkehr gleichzeitig Gelb bekommt und damit ein Linksabbieger dieses Gegenverkehrs in eine Yellow Trap gerät.

## Ursache
Das Problem der Yellow Trap beruht auf einem psychologischen Widerspruch in Verbindung mit den Verkehrsregeln.
Schaltet eine Ampel von Grün auf Gelb, so signalisiert dies dem Verkehr, vor der Kreuzung anzuhalten, ausgenommen dies ist nicht mehr sicher möglich. Dem Verkehr in der Kreuzung wird signalisiert, die Kreuzung zu räumen.
Ein Linksabbieger, der in der Kreuzung auf eine Lücke im Gegenverkehr wartet, um abbiegen zu können, befindet sich in einem Dilemma, wenn die Ampel auf Gelb schaltet: Zum einen muss er gemäß Verkehrsregeln bei Gelb die Kreuzung räumen – bei Rot muss er (bei strenger Auslegung der Verkehrsregeln) die Kreuzung verlassen haben (auch weil er anderenfalls mit einer roten Ampel vermeintlich in der Kreuzung „gefangen“ wäre) – zum anderen ist beim Abbiegen weiterhin der Vorrang des Gegenverkehrs zu beachten. Kommt nun nach Erscheinen des eigenen gelben Lichtsignals weiterhin Gegenverkehr, wird der Linksabbieger in der Kreuzung zwangsläufig eine der beiden Regeln verletzen. Lediglich wenn kein Gegenverkehr mehr kommt bzw. dieser ebenfalls Gelb signalisiert bekommt und daher anhalten muss, könnte der Linksabbieger sich an beide Regeln halten.
Dieser Widerspruch verleitet viele Autofahrer anzunehmen, dass nun auch der Gegenverkehr Gelb bekommen und anhalten müsse, sodass nun ein gefahrloses Räumen der Kreuzung möglich sei, ohne in Konflikt mit den Verkehrsregeln zu stehen. Abhängig von der Phasenfolge der Ampelanlage ist dies jedoch nicht immer der Fall.
Diese Annahme verstärkt zusätzlich den Druck auf den Linksabbieger: Kann er bei Gelb die Kreuzung nicht räumen, befindet er sich noch in der Kreuzung, während der Querverkehr vermeintlich schon Grün bekommt.

## Ablauf
| | - Die Ampelschaltung hat in Fahrtrichtung des roten Autos eine Vorgabezeit für Linksabbieger (grüner Pfeil, ohne Darstellung). - Sobald die gesicherte Phase für Linksabbieger endet, erhält der Gegenverkehr grünes Licht. - In beiden Fahrtrichtungen leuchten nun die grünen Vollscheiben, nicht jedoch die grünen Pfeile. - Ungesichertes Linksabbiegen ist für beide Fahrtrichtungen möglich. |
| - Der Linksabbieger (rotes Auto) tastet sich in die Kreuzung vor und wartet auf eine geeignete Lücke im Gegenverkehr. - Die Ampel in Fahrtrichtung des Linksabbiegers schaltet auf Gelb. - Das gelbe Licht weist den Linksabbieger (der die Haltlinie bereits überfahren hat) an, die Kreuzung zu räumen.                 | |
| - Der Linksabbieger biegt in der Erwartung, dass die Ampel des Gegenverkehrs (blaues Auto) ebenfalls auf Gelb schaltet, zügig ab. - Die Ampel der Gegenrichtung schaltet jedoch nicht auf Gelb, da nun ihre gesicherte Phase (Zugabezeit für Linksabbieger) beginnt. - Der Linksabbieger kollidiert mit dem Gegenverkehr. | |

## Rechtliche Aspekte
Die Yellow Trap sorgt dafür, dass beide beteiligten Verkehrsteilnehmer, wenn sie sich an die Verkehrsregeln halten, kollidieren: Der Linksabbieger muss bei Gelb die Kreuzung räumen, der Gegenverkehr hat Grün und fährt weiter. Beide Verkehrsteilnehmer haben regelkonform gehandelt.
Der Fehler bei einem derartigen Unfall liegt daher bei keinem der Fahrer, sondern bei der für die Ampelanlage zuständigen Verkehrsbehörde. Mehrere Urteile US-amerikanischer Gerichte bestätigten das.

## Vermeidung der Yellow Trap
Das MUTCD (Manual on Uniform Traffic Control Devices; ein Regelwerk der Federal Highway Administration und des United States Department of Transportation) schreibt für neue Ampelanlagen Maßnahmen zur Verhinderung der Yellow Trap vor. Kann die Yellow Trap nicht verhindert werden, so ist durch ein Schild, welches neben dem Linksabbieger-Signalgeber angebracht sein muss, vor ihr zu warnen.
Das Problem der Yellow Trap besteht darin, dass den Linksabbiegern eine Räumung der Kreuzung signalisiert wird, die nicht sicher durchführbar ist, wenn der Gegenverkehr nicht gleichzeitig angehalten wird. Um das Problem zu lösen, dürften die Linksabbieger also nicht angehalten werden, sondern müssen freigegeben bleiben, bis auch der Gegenverkehr stoppt.
Werden die ungesicherten Linksabbieger jedoch durch eine grüne Vollscheibe signalisiert, so wären hierbei Grün und Rot nebeneinander zu sehen. Diese Signalisierung wäre sowohl für Geradeausfahrer als auch für Linksabbieger verwirrend (da Vollscheiben auch für Geradeausfahrer eine Bedeutung haben) und laut MUTCD auch nicht zulässig.

### Warnschilder
Ein Warnschild mit einer sinngemäßen Aufschrift wie „Oncoming Traffic may have Extended Green“ (Gegenverkehr hat möglicherweise weiterhin Grün) muss angebracht werden, wenn die Yellow Trap durch einen Phasensprung auftreten kann. Tritt die Yellow Trap beim normalen Durchlauf der Phasenfolge auf, so muss die Aufschrift „Oncoming Traffic has Extended Green“ (Gegenverkehr hat weiterhin Grün) lauten.
An einigen Anlagen ist das Schild auch als Wechselverkehrszeichen ausgeführt; das Schild leuchtet dann auf, sobald die Ampel auf Gelb wechselt.

### Verhalten der Autofahrer
Es ist wichtig zu wissen, dass der Wechsel einer Ampel auf Gelb nicht notwendigerweise bedeutet, dass auch die Ampel des Gegenverkehrs auf Rot schaltet. Das gelbe Licht weist den Autofahrer zwar an, die Kreuzung zu räumen; dabei muss jedoch weiterhin der Gegenverkehr (einschließlich querender Fußgänger) beachtet werden. Möglicherweise zeigt die Ampel bereits Rot, bevor die Kreuzung geräumt werden kann. Ein Rotlichtverstoß liegt hierbei jedoch nicht vor, da die Haltlinie bereits überfahren wurde.

### Änderung der Phasenfolge
Die Yellow Trap kann durch eine veränderte Phasenfolge leicht vermieden werden. Hierbei muss sichergestellt werden, dass bei einem Wechsel auf Gelb der Gegenverkehr nicht weiterhin Grün behält. Eine Möglichkeit ist, Linksabbieger beider Richtungen gleichzeitig tangential gesichert abbiegen zu lassen (dual lead / dual lag), entweder vor oder nach der Grünphase der Geradeausfahrer (bei der auch ungesichert nach links abgebogen werden kann). Die Phasen müssen jeweils für beide Richtungen gleichzeitig beginnen und enden.
Sind für eine Ampelanlage verschiedene Phasenfolgen (tageszeit-/verkehrsabhängig) vorgesehen, ist sicherzustellen, dass ein Wechsel zwischen den Schaltprogrammen nicht zu einer Yellow Trap führt.
Es lassen sich auch Phasenfolgen konstruieren, die bei ordnungsgemäßem Durchlauf sicher sind, jedoch eine Yellow Trap verursachen können, falls eine oder mehrere Phasen übersprungen werden. Dies muss bei verkehrsabhängig gesteuerten Anlagen beachtet werden, bei denen Phasen übersprungen werden können, wenn Detektoren aus einzelnen Richtungen keinen Verkehr registrieren.

### Nur gesichertes Linksabbiegen (Exclusively protected)
Auch möglich ist, Linksabbieger gar nicht ungesichert abbiegen zu lassen, sondern mit einem (zusätzlichen) roten Pfeil vollständig anzuhalten, solange der Gegenverkehr Grün hat. Hierbei wäre dann nur gesichertes Abbiegen mit grünem Pfeil möglich. Dies entspricht der Phasenfolge der meisten Ampeln beispielsweise in Deutschland, ist jedoch bei geringerem Verkehrsaufkommen ineffizienter und daher in den USA seltener anzutreffen als in Europa.
Nicht alle Kreuzungen sind für ungesicherte Linksabbieger geeignet. In folgenden Fällen werden Linksabbieger in der Regel nur gesichert signalisiert:
- an Kreuzungen mit hohem Verkehrsaufkommen
- an Kreuzungen mit mehr als vier Zufahrten
- an Kreuzungen mit ungewöhnlicher Geometrie, wodurch z. B. die Sicht zwischen Linksabbieger und Gegenverkehr untereinander beeinträchtigt ist
- an Kreuzungen mit hohen Fahrgeschwindigkeiten (gegenüber Gegenverkehr mit 45 mph (ca. 72 km/h) ist ungesichertes Abbiegen u. U. nicht mehr sicher; zudem können in den USA, im Gegensatz zu Deutschland, auch Ampelanlagen auf Straßen mit vzul > 70 km/h installiert werden)
- in Zufahrten mit mehr als einer Linksabbiegespur
- in Zufahrten, aus denen beim Linksabbiegen mehr als zwei (manchmal auch drei) entgegenkommende Fahrspuren überquert werden müssen
- an bekannten Unfallschwerpunkten (hierfür gibt es Grenzwerte für die Unfallhäufigkeit).[12]

Die Yellow Trap wird hierdurch sicher vermieden, da sie nur beim ungesicherten Abbiegen auftreten kann (mit grünem Pfeil hat der Gegenverkehr zwangsläufig Rot).

### Blinkende gelbe Pfeile (Flashing Yellow Arrow) und Vorläufer

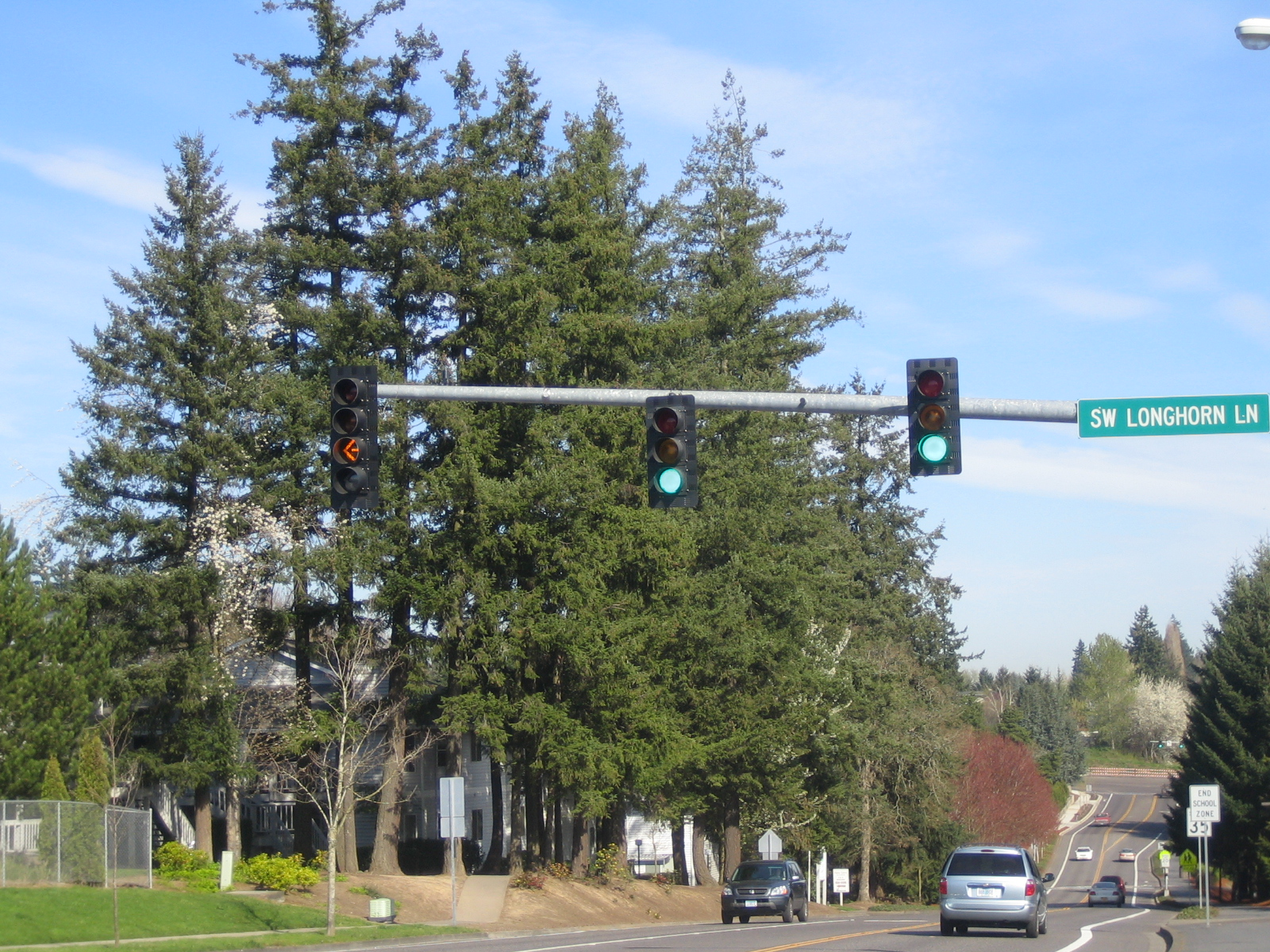
Vierfeldiger Signalgeber mit „Flashing Yellow Arrow“

Die für neue Ampelanlagen aktuell übliche Lösung verwendet gelb blinkende Pfeile, um die ungesicherte Phase für Linksabbieger zu signalisieren. Auch bestehende Anlagen werden zunehmend umgerüstet. Üblicherweise werden hierfür Signalgeber mit vier Lampen (roter Pfeil, gelber Pfeil, gelber blinkender Pfeil, grüner Pfeil) verwendet, es gibt jedoch unterschiedliche Varianten, unter anderem auch in Form eines Doghouse.
Wie auch beim Dallas Phasing, wechselt der Linksabbieger-Signalgeber nicht auf Gelb, wenn die Signalgeber für Geradeausfahrer dies tun. Der gelbe Pfeil blinkt während der Grünphase des Gegenverkehrs weiter und erlaubt ungesichertes Linksabbiegen. Der Signalgeber für Linksabbieger wechselt auch hier erst zusammen mit dem Gegenverkehr auf Gelb und schließlich Rot, sodass die Kreuzung sicher geräumt werden kann. Bei korrekter Implementierung kann der FYA die Yellow Trap unabhängig von der verwendeten Phasenfolge verhindern.
Flashing Yellow Arrows gab es zuerst in Reno, Nevada. Sie wurden ab 2006 durch ein Interim Approval der FHWA vorläufig zugelassen und 2009 ins MUTCD aufgenommen.
Bereits vorher wurden von einigen Bundesstaaten andere Signalisierungen angewendet, die auf dem gleichen Ansatz basieren: Sie ermöglichen es, Linksabbieger und Geradeausfahrer komplett unabhängig voneinander zu signalisieren. Linksabbieger werden daher nicht zusammen mit den eigenen Geradeausfahrern angehalten, sondern (wie beim FYA) erst mit dem Gegenverkehr.
Diese Signalisierungen für ungesicherte Linksabbieger sind:
- Blinkender roter Pfeil
- Rotes Blinklicht
- Gelbes Blinklicht
- Dallas Phasing

#### Dallas Phasing

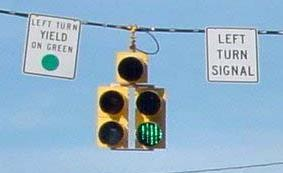
Signalgeber in Doghouse-Bauform mit Dallas Phasing; Hinweisschild links: “Left turn yield on green”,

Das Dallas Phasing ist eine bereits in den 1990er-Jahren in einigen Bundesstaaten verwendete Variante, der Yellow Trap zu begegnen. Hierbei zeigt der Signalgeber über der Linksabbiegespur weiterhin eine grüne Vollscheibe (wodurch ungesichertes Linksabbiegen erlaubt ist), auch wenn die Ampeln für Geradeausfahrer bereits Rot zeigen. Die Gelb- und Grünlampen dieses Signalgebers (ohne Pfeil) sind hierbei mit gerasterten Blenden ausgestattet, sodass sie nur von der Linksabbiegespur aus zu sehen sind, nicht jedoch schräg von den benachbarten Fahrstreifen aus. Unter diesen Bedingungen war die Verwendung der grünen Vollscheibe über einer Linksabbiegespur im MUTCD von 2003 zulässig.
Die Yellow Trap wird hierdurch vermieden, da der Signalgeber für Linksabbieger erst auf Gelb schaltet, wenn es die Signalgeber der Gegenrichtung ebenfalls tun.
Eine Interpretation der FHWA von 1993 erklärte die Verwendung des Dallas Phasing für zulässig. Die Aufnahme in das MUTCD erfolgte jedoch erst 2003.
Für Neuanlagen ist das Dallas Phasing nicht mehr zulässig, da das MUTCD seit 2009 verbietet, die ungesicherte Phase über einer Linksabbiegerspur durch eine grüne Vollscheibe anzuzeigen. Vorhandene Anlagen dürfen jedoch ohne Einschränkungen weiter betrieben werden.

#### Andere Signalisierungen
Mehrere Bundesstaaten verwendeten weitere Signalbilder, welche eine klar getrennte Signalisierung von Linksabbiegern und Geradeausfahrern ermöglichten. Zu beachten ist, dass bei den rot blinkenden Signalbildern jeder Linksabbieger vor dem (ungesicherten) Abbiegevorgang an der Haltlinie anhalten muss:
- Rot blinkender Pfeil (Flashing Red Arrow). Dieses Signalbild ist in mehreren Städten und Bundesstaaten zu finden, etwa in Cupertino, Kalifornien. Der rot blinkende Pfeil kann sich in der gleichen Kammer wie der rot leuchtende Pfeil oder in einer separaten Kammer befinden. Das MUTCD von 2009 empfiehlt für Neuanlagen stattdessen Flashing Yellow Arrows, verbietet den Flashing Red Arrow in Neuanlagen jedoch nicht.[21]
- Rotes Blinklicht: In vielen älteren, dreifeldigen Linksabbieger-Signalgebern einiger Bundesstaaten ist noch eine rote Vollscheibe anstelle eines roten Pfeils zu finden. Durch Blinken der roten Vollscheibe kann ungesichertes Abbiegen nach Halt signalisiert werden. Rote Vollscheiben in Linksabbiegersignalen sind laut MUTCD von 2009 nicht mehr zulässig und müssen durch rote Pfeile ersetzt werden.
- Gelbes Blinklicht: Im Bundesstaat Washington wurden einige Kreuzungen versuchsweise mit Linksabbiegersignalen ausgerüstet, bei denen ungesichertes Linksabbiegen durch Blinken der gelben Vollscheibe anstelle einer grün leuchtenden Vollscheibe signalisiert wurde. Die Verwendung einer blinkenden gelben Vollscheibe zu diesem Zweck ist im MUTCD von 2009 nicht mehr zulässig; die meisten Anlagen wurden auf Flashing Yellow Arrows umgerüstet.

## Andere Länder
In den meisten anderen Ländern ist eine Yellow Trap nicht möglich, da sich die Ampeln (Signalgeber) vor der Kreuzung befinden. Nach dem Vortasten in die Kreuzung sind sie damit nicht mehr sichtbar.
Das Problem beim ungesicherten Linksabbiegen, dass die Signalisierung des Gegenverkehrs nicht erkennbar ist, kann hier jedoch auch bestehen.
In Deutschland beispielsweise gibt es daher hinter der Kreuzung angebrachte Räumsignale (Diagonalgrün), die entweder einen gelb blinkenden Pfeil (Warnung, Gegenverkehr hat Vorrang) oder einen grünen Pfeil (freie Fahrt nach links) zeigen können. Eine Yellow Trap kann jedoch durch diese nicht verursacht werden.
In Frankreich gibt es eine ähnliche Signalisierung in Form eines roten Kreuzes, das parallel zur Rotlampe des Gegenverkehrs geschaltet ist. Es ist jedoch nicht mit einem grünen Pfeil gleichzusetzen, da der Verkehr vor der Haltelinie trotzdem Rot haben kann; zudem können querende Fußgänger gleichzeitig Grün haben.
In Luxemburg gibt es blinkende gelbe Pfeile, die den in den USA verwendeten Flashing Yellow Arrows sehr ähnlich sind. Die Signalgeber verfügen jedoch nur über drei Signallampen (Räumphase und ungesicherte Phase verwenden dieselbe Gelblampe). Zwar stehen auch in Luxemburg Ampeln in der Regel an der Haltlinie; ist jedoch gesichertes und ungesichertes Linksabbiegen möglich, ist zusätzlich ein Linksabbieger-Signalgeber als Wiederholer hinter der Kreuzung installiert. Hat eine Fahrtrichtung eine Zugabezeit für gesicherte Linksabbieger (lagging left turn), so blinkt auch hier der gelbe Pfeil der Gegenrichtung weiter und schaltet erst zusammen mit dem Gegenverkehr auf Rot. Dies ist zur Vermeidung der Yellow Trap genauso erforderlich wie bei den amerikanischen Signalgebern. Ist nur ungesichertes Abbiegen (grüne Vollscheibe oder blinkender gelber Pfeil) möglich, ist kein Wiederholer hinter der Kreuzung vorhanden und somit ohnehin keine Yellow Trap möglich. Die in Deutschland verwendeten, zweifeldigen Signalgeber hinter der Kreuzung gibt es in Luxemburg gelegentlich auch, sie können jedoch prinzipiell ebenfalls keine Yellow Trap verursachen.